# Relations entre l'Estonie et l'Union européenne
 (août 2025).
Améliorez-le ou discutez des points à vérifier. 
Les relations entre l'Estonie et l'Union européenne sont des relations verticales impliquant l'organisation supranationale et un de ses États membres.

## Historique
L'Estonie signe un traité d'adhésion à Athènes le 16 avril 2003 et intègre l'Union européenne le 1er mai 2004.
Le 1er janvier 2011, le pays rejoint la zone euro.
L'Estonie assure sa première présidence du Conseil de l'Union européenne lors du second semestre 2017.